# Praha-Dejvice
Praha-Dejvice egy csehországi vasútállomás, Prágában.

## Megközelítés helyi közlekedéssel
- Metró:  A
- Busz:  131, 915
- Villamos:  1, 2, 8, 12, 18, 20, 25, 26, 91, 96, 97
- Vonat:   R24   R45   S5   S54

## Vasútvonalak
Az állomást az alábbi vasútvonalak érintik:
- Prága–Rakovník-vasútvonal

## Szomszédos állomások
A vasútállomáshoz az alábbi állomások vannak a legközelebb:
- Praha-Bubny
- Praha-Bubny Vltavská
- Praha-Veleslavín